# كاروليس تشفيديوكاس
كاروليس تشفيديوكاس (21 أبريل 1991 بماريامبوله في ليتوانيا - يونيو 2023) هو لاعب كرة قدم ليتواني في مركز الوسط. شارك مع منتخب ليتوانيا لكرة القدم. أما مع النوادي، فقد لعب مع نادي سودوفا ماريامبوله.

## روابط خارجية
- كاروليس تشفيديوكاس على موقع الاتحاد الأوربي (الإنجليزية)
- كاروليس تشفيديوكاس على موقع قاعدة بيانات كرة القدم.إي يو (الإنجليزية)
- كاروليس تشفيديوكاس على موقع ناشيونال فوتبول تيمز (الإنجليزية)
- كاروليس تشفيديوكاس على موقع Soccerway.com (الإنجليزية)
- كاروليس تشفيديوكاس على موقع عالم كرة القدم.نت (الإنجليزية)